# Llista de monuments de Batea
Llista de monuments de Batea inclosos en l'Inventari del Patrimoni Arquitectònic Català per al municipi de Batea (Terra Alta). Inclou els inscrits en el Registre de Béns Culturals d'Interès Nacional (BCIN) amb les classificacions de monument històric i jardí històric, els Béns Culturals d'Interès Local (BCIL) de caràcter immoble i la resta de béns arquitectònics integrants del patrimoni cultural català.
| Monument                                           | Protecció    | Estil/època                  | Localització                                     | Coordenades                                              | Codi?         | Imatge |
| -------------------------------------------------- | ------------ | ---------------------------- | ------------------------------------------------ | -------------------------------------------------------- | ------------- | --- |
| La Torre del Castellà                              | BCIN 525-MH  | XVI                          | Batea C. de Ponent - c. de la Bassella           | 41° 05′ 42″ N, 0° 18′ 30″ E / 41.095091°N,0.308325°E     | RI-51-0006587 | Carregueu una nova foto d'aquest monument                                                                                        |
| La Torre de Martí                                  | BCIN 526-MH  | XV                           | Batea                                            | 41° 05′ 39″ N, 0° 18′ 50″ E / 41.094300°N,0.313985°E     | RI-51-0006588 | Carregueu una nova foto d'aquest monument                                                                                        |
| Castell d'Algars, o Castell de Sant Joan           | BCIN 788-MH  | Medieval                     | Batea Algars                                     | 41° 05′ 31″ N, 0° 13′ 40″ E / 41.092053°N,0.227864°E     | RI-51-0006585 | Castell d'Algars (Batea) · Vegeu més fotos d'aquest monument · Carregueu una nova foto d'aquest monument                         |
| Castell de Batea                                   | BCIN 789-MH  | Medieval                     | Batea C. de l'Aire                               | 41° 05′ 46″ N, 0° 18′ 39″ E / 41.096061°N,0.310735°E     | RI-51-0006586 | Castell de Batea · Vegeu més fotos d'aquest monument · Carregueu una nova foto d'aquest monument                                 |
| Casa forta a Pinyeres                              | BCIN 4007-MH | XIV-XV                       | Batea Pinyeres                                   | 41° 07′ 34″ N, 0° 12′ 35″ E / 41.126008°N,0.209820°E     | IPA-36623     | Carregueu una nova foto d'aquest monument                                                                                        |
| Església parroquial de Sant Miquel                 | BCIL 1982    | Barroc XVIII                 | Batea C. de l'Església                           | 41° 05′ 46″ N, 0° 18′ 36″ E / 41.096108°N,0.309867°E     | IPA-11669     | Església parroquial de Sant Miquel (Batea) · Vegeu més fotos d'aquest monument · Carregueu una nova foto d'aquest monument       |
| Ajuntament de Batea                                |              | Obra popular XIX             | Batea C. Major                                   | 41° 05′ 42″ N, 0° 18′ 37″ E / 41.095024°N,0.310147°E     | IPA-11670     | Ajuntament de Batea (Batea) · Vegeu més fotos d'aquest monument · Carregueu una nova foto d'aquest monument                      |
| Capella del Portal                                 | BCIL 1982    | Barroc XVII-XVIII            | Batea C. Major, 9                                | 41° 05′ 42″ N, 0° 18′ 37″ E / 41.094905°N,0.310347°E     | IPA-11671     | Carregueu una nova foto d'aquest monument                                                                                        |
| Capella de Santa Susanna                           |              | Barroc XVIII                 | Batea El Calvari                                 | 41° 05′ 26″ N, 0° 18′ 51″ E / 41.09069°N,0.31413°E       | IPA-11672     | Carregueu una nova foto d'aquest monument                                                                                        |
| Capella de Sant Josep                              |              | Obra popular XVII            | Batea El Calvari                                 | 41° 05′ 24″ N, 0° 18′ 54″ E / 41.090093°N,0.314973°E     | IPA-11673     | Carregueu una nova foto d'aquest monument                                                                                        |
| Capella de Sant Joan Baptista                      |              | Obra popular XVII            | Batea Camí del Calvari                           | 41° 05′ 30″ N, 0° 18′ 47″ E / 41.091574°N,0.313086°E     | IPA-11674     | Capella de Sant Joan Baptista (Batea) · Vegeu més fotos d'aquest monument · Carregueu una nova foto d'aquest monument            |
| Capella de Santa Magdalena                         |              | Obra popular XVIII           | Batea El Calvari                                 | 41° 05′ 26″ N, 0° 18′ 50″ E / 41.090476°N,0.314009°E     | IPA-11675     | Capella de Santa Magdalena (Batea) · Vegeu més fotos d'aquest monument · Carregueu una nova foto d'aquest monument               |
| Capella de Sant Francesc d'Assís                   |              | Obra popular XVIII           | Batea El Calvari                                 | 41° 05′ 30″ N, 0° 18′ 48″ E / 41.09166°N,0.31337°E       | IPA-11676     | Carregueu una nova foto d'aquest monument                                                                                        |
| Ermita de Sant Roc                                 | BCIL 1982    | Obra popular, barroc XVIII   | Batea C. Sant Roc, 8                             | 41° 05′ 41″ N, 0° 18′ 42″ E / 41.094814°N,0.311639°E     | IPA-11677     | Carregueu una nova foto d'aquest monument                                                                                        |
| Capella del Sant Sepulcre                          |              | Barroc XVIII                 | Batea El Calvari                                 | 41° 05′ 24″ N, 0° 18′ 54″ E / 41.090058°N,0.314968°E     | IPA-11678     | Capella del Sant Sepulcre (Batea) · Vegeu més fotos d'aquest monument · Carregueu una nova foto d'aquest monument                |
| Casa al carrer Sant Miquel, 2                      |              | Obra popular Medieval        | Batea C. Sant Miquel, 2                          | 41° 05′ 42″ N, 0° 18′ 40″ E / 41.09507°N,0.31116°E       | IPA-11679     | Carregueu una nova foto d'aquest monument                                                                                        |
| Casa al carrer Perera, 2                           |              | Obra popular Medieval        | Batea C. Perera, 2                               | 41° 05′ 42″ N, 0° 18′ 37″ E / 41.09492°N,0.31016°E       | IPA-11680     | Carregueu una nova foto d'aquest monument                                                                                        |
| Casa dels Cavallers Cardona                        |              | Obra popular, gòtic Medieval | Batea C. Cavallers, 2-4                          | 41° 05′ 43″ N, 0° 18′ 36″ E / 41.095225°N,0.310054°E     | IPA-11681     | Carregueu una nova foto d'aquest monument                                                                                        |
| Casa Català                                        |              | Gòtic Medieval, XVI          | Batea C. Major, 7                                | 41° 05′ 41″ N, 0° 18′ 38″ E / 41.094794°N,0.310417°E     | IPA-11682     | Carregueu una nova foto d'aquest monument                                                                                        |
| Perxe o cobert                                     |              | Obra popular Medieval, XVI   | Batea C. Cavallers - c. del Mig - c. Sant Miquel | 41° 05′ 44″ N, 0° 18′ 37″ E / 41.095639°N,0.310294°E     | IPA-11683     | Perxe (Batea) · Vegeu més fotos d'aquest monument · Carregueu una nova foto d'aquest monument                                    |
| Font de Llavar                                     |              | Obra popular XVI             | Batea Entrada a Batea per la Garreta de Vilalba  |                                                          | IPA-11684     | Carregueu una nova foto d'aquest monument                                                                                        |
| Antic Fossar                                       |              | Obra popular Medieval        | Batea A la vora de l'església parroquial         |                                                          | IPA-11685     | Carregueu una nova foto d'aquest monument                                                                                        |
| Porta de Cavallers                                 | BCIL 1982    | Obra popular Medieval        | Batea C. Cavallers                               |                                                          | IPA-11686     | Carregueu una nova foto d'aquest monument                                                                                        |
| Torres de la Basella                               |              | Obra popular XVIII-XIX       | Batea La Basella                                 | 41° 05′ 52″ N, 0° 18′ 33″ E / 41.097656°N,0.309204°E     | IPA-11687     | Carregueu una nova foto d'aquest monument                                                                                        |
| Carrer Major                                       |              | Obra popular Medieval        | Batea C. Major                                   | 41° 05′ 42″ N, 0° 18′ 37″ E / 41.095025°N,0.310224°E     | IPA-11688     | Carrer Major (Batea) · Vegeu més fotos d'aquest monument · Carregueu una nova foto d'aquest monument                             |
| Molí d'Algars                                      |              | Gòtic XV                     | Batea                                            |                                                          | IPA-11690     | Carregueu una nova foto d'aquest monument                                                                                        |
| Ermita de Sant Joan d'Algars                       |              | Obra popular, gòtic Medieval | Batea Algars, al peu del castell                 | 41° 05′ 34″ N, 0° 13′ 39″ E / 41.09283°N,0.22749°E       | IPA-11691     | Ermita de Sant Joan d'Algars (Batea) · Vegeu més fotos d'aquest monument · Carregueu una nova foto d'aquest monument             |
| Església de la Transfiguració del Senyor           |              | Gòtic Medieval               | Batea Pinyeres                                   | 41° 07′ 32″ N, 0° 12′ 35″ E / 41.125650°N,0.209660°E     | IPA-11693     | Església de la Transfiguració del Senyor (Batea) · Vegeu més fotos d'aquest monument · Carregueu una nova foto d'aquest monument |
| Venta de los Tormos                                |              | Obra popular XIX             | Batea Vallmajor, ctra. a Nonasp                  |                                                          | IPA-11821     | Carregueu una nova foto d'aquest monument                                                                                        |
| Venta de Sant Joan                                 |              | XIX                          | Batea Camí de Batea a Favara                     | 41° 08′ 12″ N, 0° 15′ 43″ E / 41.136799°N,0.261876°E     | IPA-11822     | Carregueu una nova foto d'aquest monument                                                                                        |
| Mas de la Cova                                     |              | Obra popular XVII            | Batea Algars                                     | 40° 44′ 43″ N, 0° 08′ 57″ E / 40.74527725°N,0.14930211°E | IPA-11823     | Carregueu una nova foto d'aquest monument                                                                                        |
| Mas Nou                                            |              | Obra popular XIX             | Batea                                            | 41° 06′ 33″ N, 0° 12′ 43″ E / 41.109081°N,0.211866°E     | IPA-11824     | Mas Nou (Batea) · Vegeu més fotos d'aquest monument · Carregueu una nova foto d'aquest monument                                  |
| Mas del Negre                                      |              | Obra popular XVIII           | Batea Algars, camí a Caseres                     | 41° 05′ 27″ N, 0° 13′ 14″ E / 41.09081°N,0.22053°E       | IPA-11825     | Carregueu una nova foto d'aquest monument                                                                                        |
| Mas del Moro                                       |              | Obra popular                 | Batea Partida d'Antues o Antubés                 | 41° 04′ 51″ N, 0° 14′ 03″ E / 41.080719°N,0.234208°E     | IPA-11826     | Carregueu una nova foto d'aquest monument                                                                                        |
| Piló del Peiró                                     |              | XVIII                        | Batea Camí de la carretera de Nonasp             |                                                          | IPA-11827     | Carregueu una nova foto d'aquest monument                                                                                        |
| Creu Coberta de la Vall, creu de terme             |              |                              | Batea Vallmajor, ctra. a Nonasp                  | 41° 06′ 52″ N, 0° 17′ 42″ E / 41.11435°N,0.29508°E       | IPA-11828     | Carregueu una nova foto d'aquest monument                                                                                        |
| Font de Tricoles                                   |              | Obra popular                 | Batea Coll del Moro - Lo Benifet                 |                                                          | IPA-11829     | Carregueu una nova foto d'aquest monument                                                                                        |
| Capella i Mas de Santa Càndida                     |              | Obra popular XVII            | Batea Algars, partida de Santa Càndida           | 41° 06′ 37″ N, 0° 12′ 30″ E / 41.110314°N,0.208236°E     | IPA-11830     | Carregueu una nova foto d'aquest monument                                                                                        |
| Espais històrics Batalla de l'Ebre: Fort de Blario | BCIL 2012    | Obra popular XX              | Batea Turó de Valljordà                          | 41° 10′ 13″ N, 0° 34′ 51″ E / 41.170398°N,0.58094°E      | IPA-41031     | Carregueu una nova foto d'aquest monument                                                                                        |